# MTV Video Music Brasil 2007

Logotipo do VMB 2007

Video Music Brasil 2007 foi a décima terceira edição da premiação. Ocorrida no dia 27 de setembro de 2007 e transmitida ao vivo do Credicard Hall, em São Paulo, às 22 horas pela MTV Brasil, esta edição foi apresentada pela então VJ Daniella Cicarelli.
Em 2007, suas categorias foram reformuladas prestigiando mais os artistas e as músicas.

## Premiados e indicados
| Categoria                      | Vencedor                                       | Indicados |
| ------------------------------ | ---------------------------------------------- | --- |
| Artista do ano                 | NX Zero                                        | Cachorro Grande Capital Inicial Charlie Brown Jr. CPM 22 Marcelo D2 Jota Quest Lobão Pitty Skank |
| Hit do ano                     | NX Zero - Razões e Emoções                     | Capital Inicial - Eu Nunca Disse Adeus CPM 22 - Além De Nós Natiruts - Natiruts Reggae Power Pitty - Na Sua Estante |
| Banda ou artista revelação     | Fresno                                         | Bonde do Rolê Céu Mariana Aydar Moptop |
| Aposta MTV                     | Strike                                         | Cueio Limão Pública Vanguart Zefirina Bomba |
| Videoclipe do ano              | Pitty - Na Sua Estante (Diretor: Sérgio Filho) | Autoramas - Mundo Moderno (Diretor: Kirk Hendry) Cachorro Grande - Você Me Faz Continuar (Diretor: Ricardo Spencer) Cansei de Ser Sexy - Alala vr2 (Diretor: Cat Stolen) Charlie Brown Jr. - Não Viva Em Vão (Diretor: Beto Oliveira) Ira! - Eu Vou Tentar (Diretor : Selton Mello) Mukeka Di Rato - Rinha de Magnata (Diretor: Cadu Macedo) MV Bill - Língua De Tamanduá (Diretor: Iuri Bastos) Sandrão - Respeito Oriental (Diretores: Reinaldo Tragone, Renato * Kbieger e Christiano Leal) Skank - Seus Passos (Diretor: Conrado Almada) |
| Show do Ano                    | Cachorro Grande                                | Los Hermanos Mutantes Nação Zumbi Nando Reis e os Infernais |
| Web Hit                        | Vai Tomar no Cu                                | As Árvores Somos Nozes Guilherme Zaiden Funk da Menina Pastora Suplicy canta Racionais |
| Vc Fez                         | Gabriel Alves (Versão de Na Sua Estante)       | |
| Vocalista - Banda dos Sonhos   | Pitty - Pitty                                  | |
| Guitarrista - Banda dos Sonhos | Fabrizio Martinelli - Hateen                   | |
| Baixista - Banda dos Sonhos    | Champignon - Revolucionários                   | |
| Baterista - Banda dos Sonhos   | Japinha - CPM 22                               | |
| Artista Internacional do Ano   | Red Hot Chili Peppers                          | Amy Winehouse Arctic Monkeys Fall Out Boy Fergie Justin Timberlake Lily Allen My Chemical Romance Panic at the Disco White Stripes Britney Spears |

## Banda dos Sonhos
- Vocalista: Pitty (Pitty)
- Guitarrista: Fabrizio Martinelli (Hateen)
- Baixista: Champignon (Revolucionários)
- Baterista: Japinha (CPM 22)

Video Music Brasil de banda dos sonhos

## Shows
| Shows do VMB 2007                                                |
| ---------------------------------------------------------------- |
| Juliette and The Licks - "Hot Kiss"                              |
| Sandy & Junior, Lucas Silveira e Marcelo Gross - "Abri Os Olhos" |
| Pitty - "Pulsos"                                                 |
| Sandrão e DJ Cia - "Respeito Oriental"                           |
| Banda dos Sonhos - "Ainda É Cedo"                                |
| Lobão - "Vou te Levar"/"Rádio Blá"                               |
| Marilyn Manson - "Putting Holes In Happiness"/"The Dope Show"    |
| NX Zero - "Razões E Emoções"/"Além De Mim"                       |

## Apresentadores
| Apresentador (es)                                    | Apresentou…                                            |
| ---------------------------------------------------- | ------------------------------------------------------ |
| Daniella Cicarelli                                   | Apresentadora Geral                                    |
| Eduardo Suplicy e Supla                              | Show de Sandy & Júnior, Lucas Silveira e Marcelo Gross |
| Juliette Lewis                                       | Show da da Pitty                                       |
| André Ramiro                                         | Show de Sandrão e DJ Cia                               |
| Diego Hypólito e Penélope Nova                       | Banda dos Sonhos                                       |
| Mariana Aydar e Paulinho da Viola                    | Show do Lobão                                          |
| Derrick Green e Sandy                                | Show do Marilyn Manson                                 |
| Carlos Eduardo Miranda e Claudia Leitte              | Categoria Banda / Artista Revelação                    |
| Marcelo D2 e Marina Person                           | Categoria Aposta MTV                                   |
| Íris Stefanelli e Jimmy London                       | Categoria Videoclipe do Ano                            |
| Bárbara Paz e Paulo César Peréio                     | Categoria Show do Ano                                  |
| Sabrina Sato, Silvio (Pânico na TV) e Repórter Vesgo | Categoria Web Hit                                      |
| Marco Bianchi e Paulo Bonfá                          | Categoria Vc Fez                                       |
| Cansei de Ser Sexy                                   | Categoria Artista Internacional do Ano                 |
| Lulu Santos                                          | Categoria Hit do Ano                                   |
| Gil Brother e Marilyn Manson (Hermes & Renato)       | Categoria Artista do Ano                               |

## Fatos e curiosidades
- A partir de 2007, as categorias do VMB foram reformuladas a fim de prestigiar os artistas e suas músicas; apesar de manter a categoria Clipe do Ano, para representar a antiga intenção, esta desde então é feita pelo voto popular, não mais pelo voto de jurados; e não há mais categorias técnicas.
- O VMB de 2007 criou três categorias de brincadeira, cujos "prêmios" foram entregues pouco antes da premiação. A cantora Claudia Leitte venceu na categoria "Gostosa do Ano" (disputando contra Wanessa Camargo e Sandy); Di Ferrero, vocalista do NX Zero, venceu na categoria "Gostoso do Ano" (disputando contra Japinha e Dinho Ouro Preto); e Jimmy London, vocalista do Matanza, venceu na categoria "Pança de Mamute" (contra Digão e Koala). London recusou seu "prêmio", que foi então entregue a Koala.
- Como o VMB de 2007 foi o décimo terceiro, a apresentadora Daniella Cicarelli usou treze figurinos diferentes ao longo da premiação.